# Distretto di Bikaner
Il distretto di Bikaner è un distretto del Rajasthan, in India, di 1 673 562 abitanti. È situato nella divisione di Bikaner e il suo capoluogo è Bikaner.